# Cyberia 2
Cyberia 2 é um jogo de aventura de ficção científica, continuação do clássico Cyberia. Este jogo foi produzido em 1996 para a plataforma MS-DOS e Microsoft Windows.

## Enredo
Três anos após os eventos de Cyberia, Zak desperta de um sono criogênico apenas para perceber que sua missão ainda não terminou. Uma nova arma mortal foi desenvolvida a partir dos restos do projeto Cyberia e um novo líder fanático, o Dr. Corbin, está disposto a conquistar o controle absoluto da humanidade.
Continuando de onde o primeiro jogo terminou, o híbrido Zak/Cyberion cai de volta à Terra após a destruição da sede orbital de Devlin. Eles são interceptados por uma equipe da FWA liderada pelo Dr. Corbin. Sob ordens da FWA, Corbin coloca Zak em crioconservação e utiliza os restos do Cyberion para criar um vírus letal chamado nano‑toxina.
Enquanto a FWA pretende usar a nano‑toxina para conter um movimento rebelde emergente, Corbin — movido por um ideal apocalíptico — planeja utilizá-la para exterminar milhões de pessoas e “remodelar o mundo como o conhecemos”.
Após três anos em criocongelamento, Zak é descongelado por um major renegado da FWA. Juntos, iniciam uma missão para encontrar Corbin e impedir seus planos sinistros.